# 마이클 밸컨

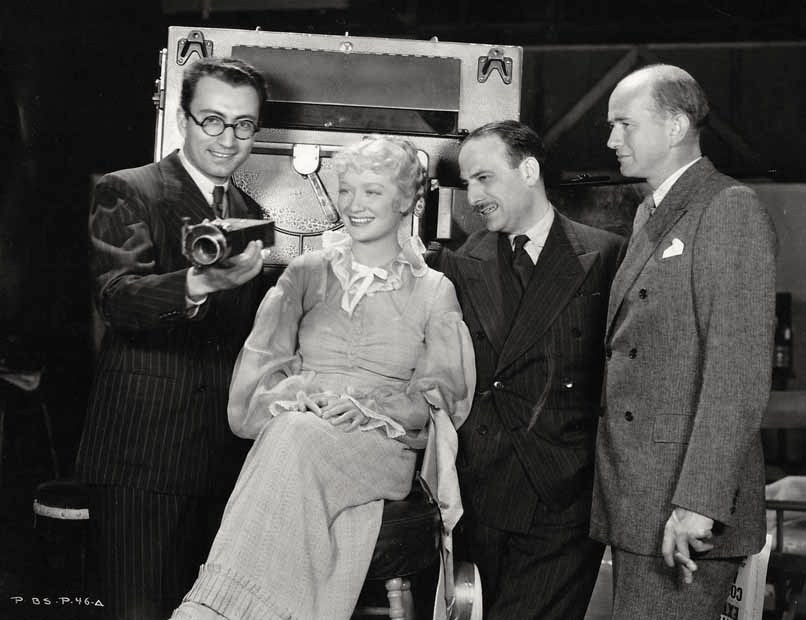

마이클 일라이어스 볼컨 경(영어: Sir Michael Elias Balcon, 영어 발음: /ˈbɔːlkən/, 1896년 5월 19일~1977년 10월 17일)은 영국의 영화 제작가다. 게인즈버러 픽처스를 세우는 등 초기 영국 영화 부흥에 큰 영향을 끼쳤다. 또한, 앨프리드 히치콕이 감독한 영화를 제작하였으며, 1940년대 후반부터는 일링 스튜디오에서 촬영하는 영화를 제작하였다. 이후 영국 영화 협회 수뇌부로 활동하였다.

## 제작 영화 목록
| 연도 | 제목                  | 원제                                  | 비고          |
| ---- | --------------------- | ------------------------------------- | ------------- |
| 1927 | 하숙인                | The Lodger: A Story of the London Fog |               |
| 1934 | 나는 비밀을 알고 있다 | The Man Who Knew Too Much             | 언급되지 않음 |
| 1935 | 39 계단               | The 39 Steps                          | 언급되지 않음 |
| 1936 | 사보타주              | Sabotage                              | 언급되지 않음 |
| 1949 | 친절한 마음과 화관    | Kind Hearts and Coronets              |               |
| 1959 | 희생양                | The Scapegoat                         |               |